# 48425 Тішендорф
48425 Тішендорф (48425 Tischendorf) — астероїд головного поясу, відкритий 2 лютого 1989 року.
Тіссеранів параметр щодо Юпітера — 3,517.